# Ductilidade

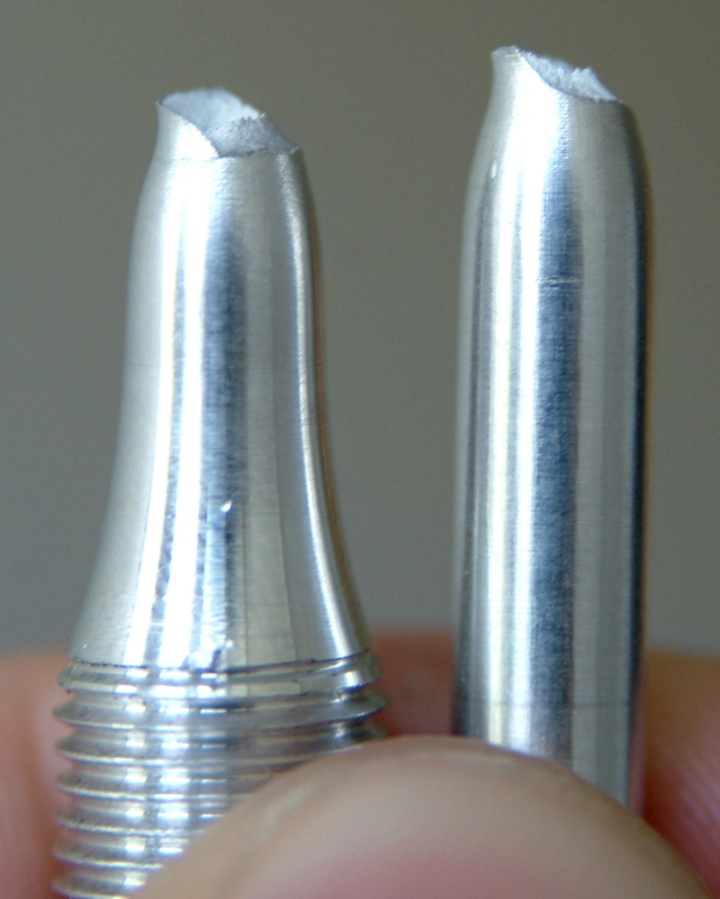
Ensaio de tração em um pino de alumínio. Na área de ruptura forma-se um cone, tipico dos materiais dúcteis

A ductilidade é a propriedade que representa o grau de deformação que um material suporta até o momento de sua fractura. Materiais que suportam pouca ou nenhuma deformação no processo de ensaio de tração são considerados materiais frágeis. Isto é quando, por exemplo, um plástico é rasgado ao meio, esse processo
entre estica-lo até rasga-lo é chamado de ductibilidade, contudo existe uma grande percentagem de moléculas ultra finas que possibilita a deformação elástica.

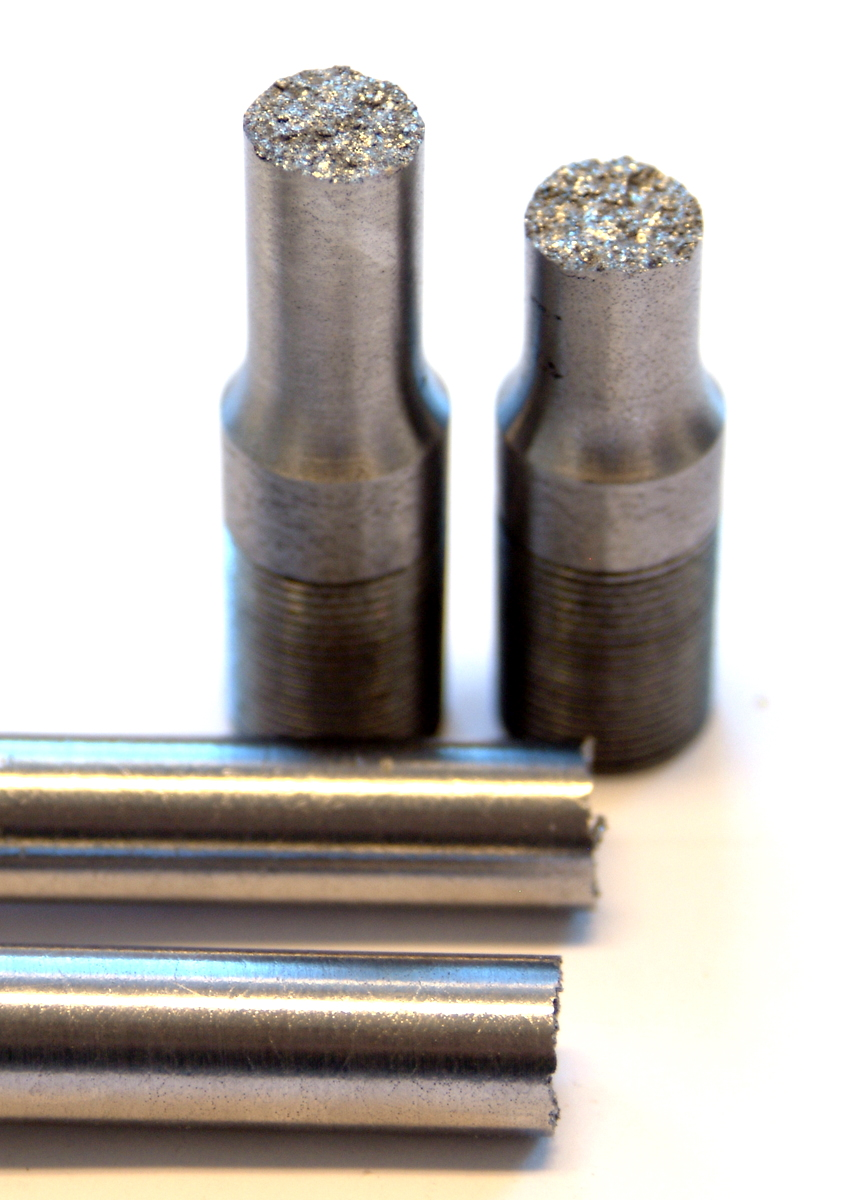
Ensaio de Tração em um aço fundido nodular, com baixa ductilidade

Um material dúctil é aquele que se deforma sob tensão de tração Ouro, cobre e alumínio são metais muito dúcteis. O oposto de dúctil é frágil, quando o material se rompe sem sofrer grande deformação.
Na geologia, a zona de transição rúptil-dúctil é a zona situada a uma profundidade de cerca de 10 km na qual as rochas adquirem um comportamento mais dúctil e menos rúptil devido as condições de temperatura e pressão. No gelo glacial esta zona se encontra a uma profundidade de 30m. Não é impossível que materiais acima da zona de transição rúptil-dúctil se deformem ductilmente, nem que materiais abaixo desta zona assumam um comportamento rúptil, pois o comportamento também é função dos níveis de tensão e da taxa de deformação a que o material foi submetido.
Em metalurgia a ductilidade é a propriedade que apresentam alguns metais e ligas metálicas quando estão sob a ação de uma força, podendo estirar-se sem romper-se, transformando-se num fio. Os metais que apresentam esta propriedade são denominados dúcteis.
No ensaio de tração, os materiais dúcteis apresentam uma fase de fluência caracterizada por uma grande deformação, sem grandes aplicações de cargas.
Do ponto de vista tecnológico, a margem de considerações econômicas, o emprego de materiais dúcteis apresentam vantagens:
- Na fabricação: já que são aptos para os métodos de fabricação por deformação plástica.

- No uso: já que avisam  antes de romper-se. Com efeito, o maior problema que apresentam os materiais frágeis é que se rompem sem aviso prévio, por outro lado, os materiais dúcteis sofrem primeiro uma determinada deformação, conservando ainda uma certa reserva de resistência a tração, necessária para a futura aplicação do material.

A ductilidade é a propriedade dos metais para formar fios de diversos diâmetros. Os metais se caracterizam por sua elevada ductilidade, pelo fato de os átomos  se disporem de maneira tal na sua estrutura que possibilitam o deslizamento de uns sobre os outros, permitindo o estiramento sem rompimento.
A ductilidade de uma determinada liga metálica pode variar em função da sua microestrutura. A microestrutura varia em função do tipo de tratamento térmico e do tipo de processo de fabricação. Ligas quimicamente idênticas, portanto, podem apresentar comportamentos variando entre totalmente frágil e totalmente dúctil.
Este fato é de extrema importância para a indústria, que pode trabalhar com um material em sua condição dúctil e, após isto, trata-lo termicamente para que atinja as propriedades finais.
A ductilidade e a maleabilidade (capacidade de formar lâminas) de um material são duas propriedades relacionadas, já que as duas dependem do deslizamento dos átomos uns sobre os outros através de uma ação externa sobre o material.
Ductilidade x Fragilidade
Ao especificar um material, é importante ter em mente que fragilidade e ductilidade são propriedades totalmente opostas: a tendência de um material a deformar-se significativamente antes de se romper é uma medida de sua ductilidade, e a ausência de deformação significativa antes da ruptura é chamada de fragilidade. Portanto, quanto maior a ductilidade, menor a fragilidade.
Com base nessa definição é possível afirmar que muitas vezes a fragilidade é uma propriedade requerida em um projeto, pois uma alta resistência à tração e alto módulo de elasticidade são requisitos. Nesses casos, se faz uso de materiais cerâmicos, vidros e alguns tipos de polímeros.
Já o aço é um ótimo exemplo de material dúctil, sendo usado amplamente na produção de parafusos e demais fixadores na indústria brasileira e internacional. Isso porque, do ponto de vista da engenharia, apresenta maior capacidade de “alongamento” e traz a imensa vantagem de dar sinais de que está prestes a romper.